# Parc culturel de la rivière Vero
Le parc culturel de la rivière Vero est un espace naturel protégé situé dans la comarque de Somontano de Barbastro (province de Huesca), en Aragon,.

## Description
Sa zone nord fait partie du parc naturel de la Sierra et des gorges de Guara et la zone sud correspond à la transition vers la Valle del Ebro (es). En raison de sa diversité géographique, le parc culturel de la rivière Vero comprend une grande variété d'écosystèmes et de paysages, depuis les montagnes pré-pyrénéennes jusqu'à la dépression de l'Èbre. L'eau a façonné les paysages et le relief. À cela s’ajoute l’activité humaine exercée depuis des siècles.
Elle est composée de neuf communes reliées par la rivière Vero : Adahuesca, Alquézar, Azara, Barbastro, Bárcabo, Castillazuelo, Colungo, Pozán de Vero et Santa María de Dulcis. Elle a une superficie de 245,5 km2 et compte 18 000 habitants.

## Patrimoine culturel du parc

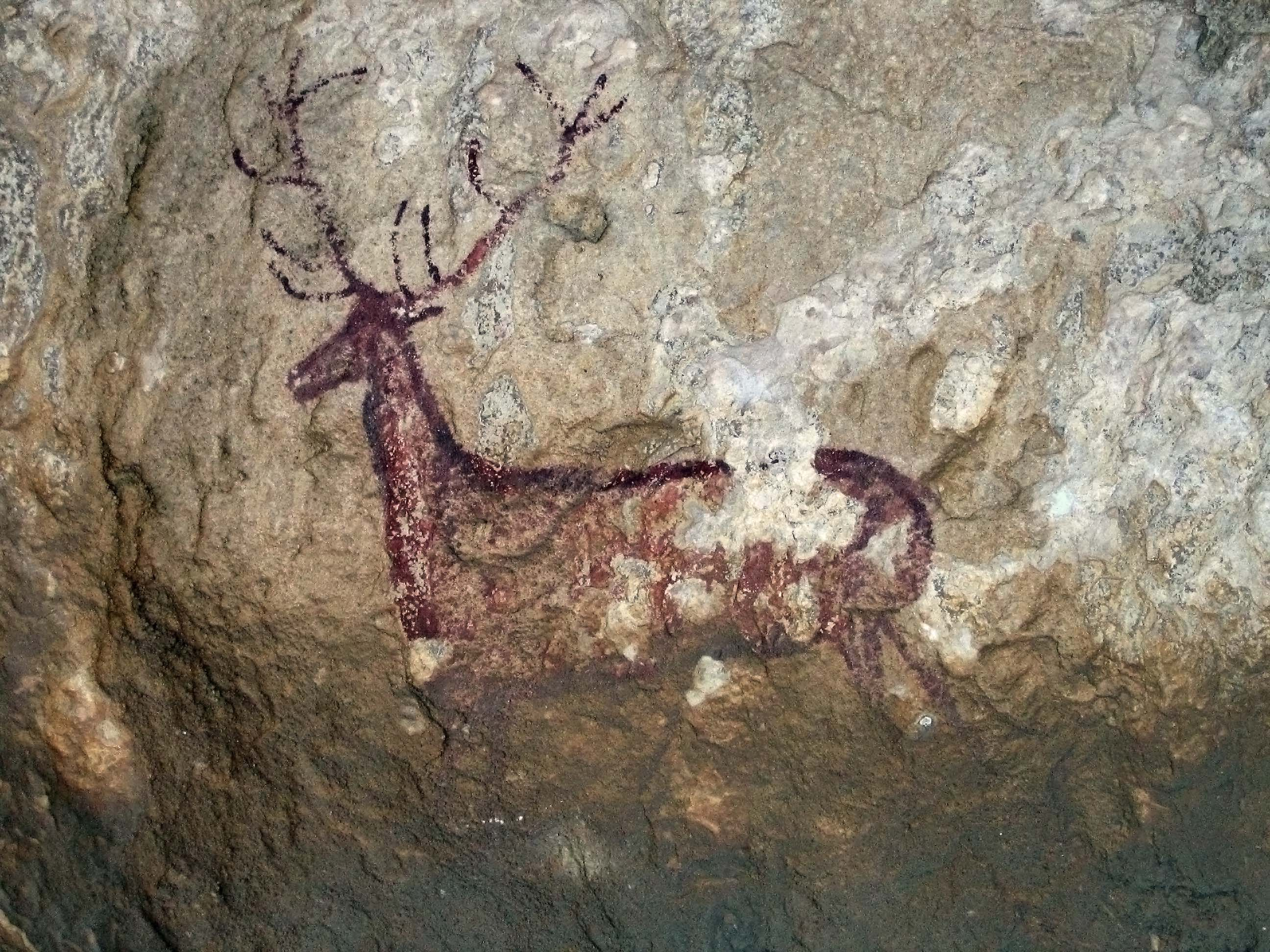
Le cerf de l'abri de Chimiachas.

Le canyon de la rivière Vero est classé au patrimoine mondial de l'Unesco depuis 1998 au titre de l'Art rupestre du bassin méditerranéen de la péninsule Ibérique.
Le parc possède un riche patrimoine naturel, culturel, ethnographique et archéologique, mettant en valeur les dolmens et l'art rupestre préhistorique. Regroupés dans un petit espace géographique, plus de 60 abris sous roche avec des peintures rupestres coexistent dans la rivière Vero et dans ses ravins environnants.
- Les peintures de style Art schématique ibérique prédominent à 85 %, manifestations typiques des sociétés agro-pastorales sédentaires du Néolithique.
- Viennent ensuite celles du style levantin avec 14 %, manifestations typiques des sociétés de chasseur-cueilleur du Mésolithique.
- Seulement 1 % possèdent la facture des chasseurs du Paléolithique supérieur.

Le Centro de Arte Rupestre del río Vero organise des visites guidées de certains abris de peintures rupestres.

### Différents abris sous roche de la rivière Vero
- Abri d'Arpán
- Abris de Barfaluy
- Abri de Chimiachas
- Abri de Lecina supérieur
- Abris de Mallata
- Abris de Muriecho
- Cueva Fuente del Trucho (es)

## Patrimoine ethnographique du parc
De nombreux éléments de la culture populaire du parc culturel de la rivière Vero se distinguent par leur valeur ethnographique et leur parfaite intégration dans le paysage, comme les ruchers, les conjuradors, les cabanes de bergers, les moulins, les ponts et les maisons traditionnelles.

## Galerie

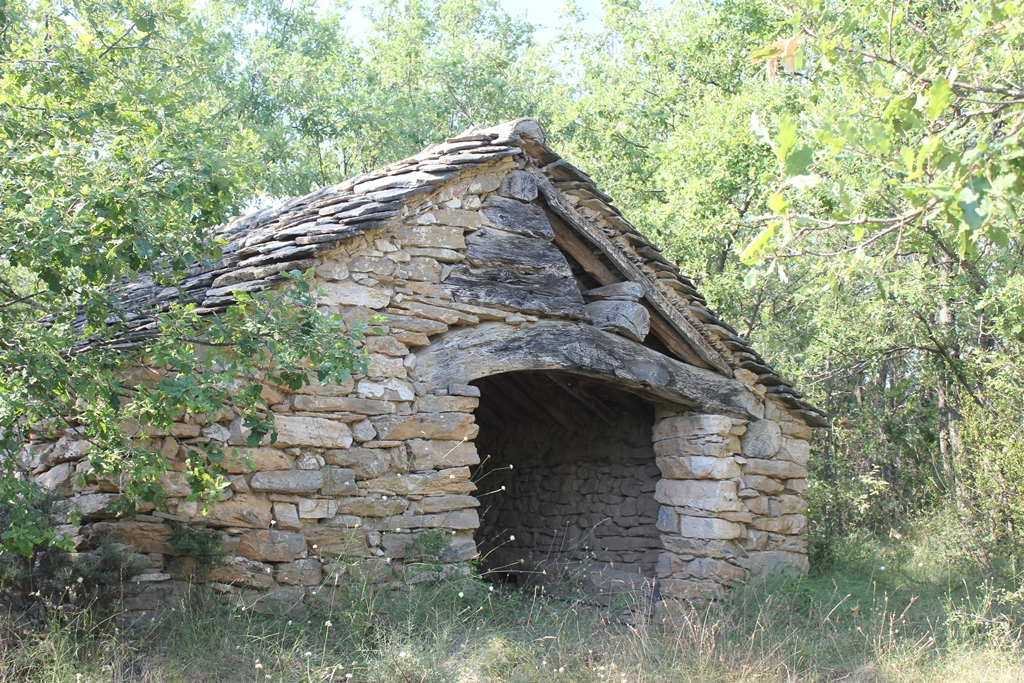
Cabane rurale de Lecina.
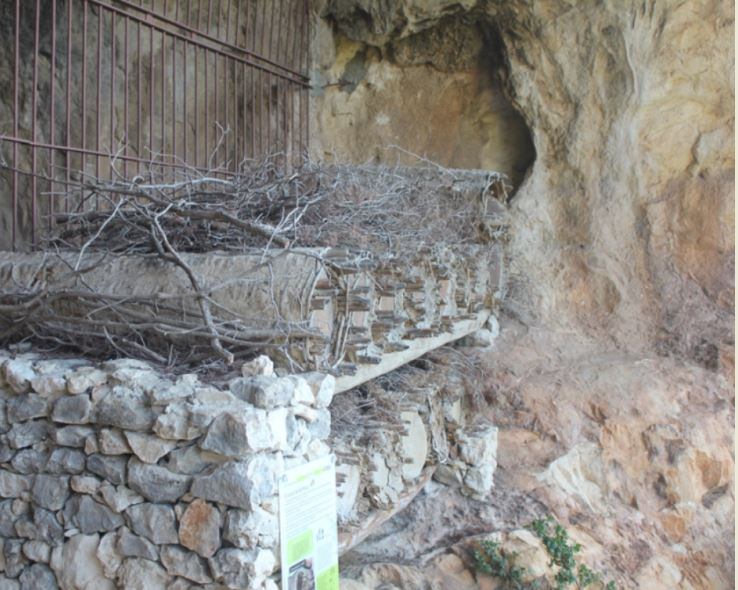
Arnales (ruchers) de Barfaluy.